# كارل ثورفالد أندرسن
كارل ثورفالد أندرسن (بالدنماركية: C.T. Andersen)‏ هو مهندس معماري دنماركي، ولد في 9 مارس 1835، وتوفي في 10 سبتمبر 1916.